# Spiders de Cleveland

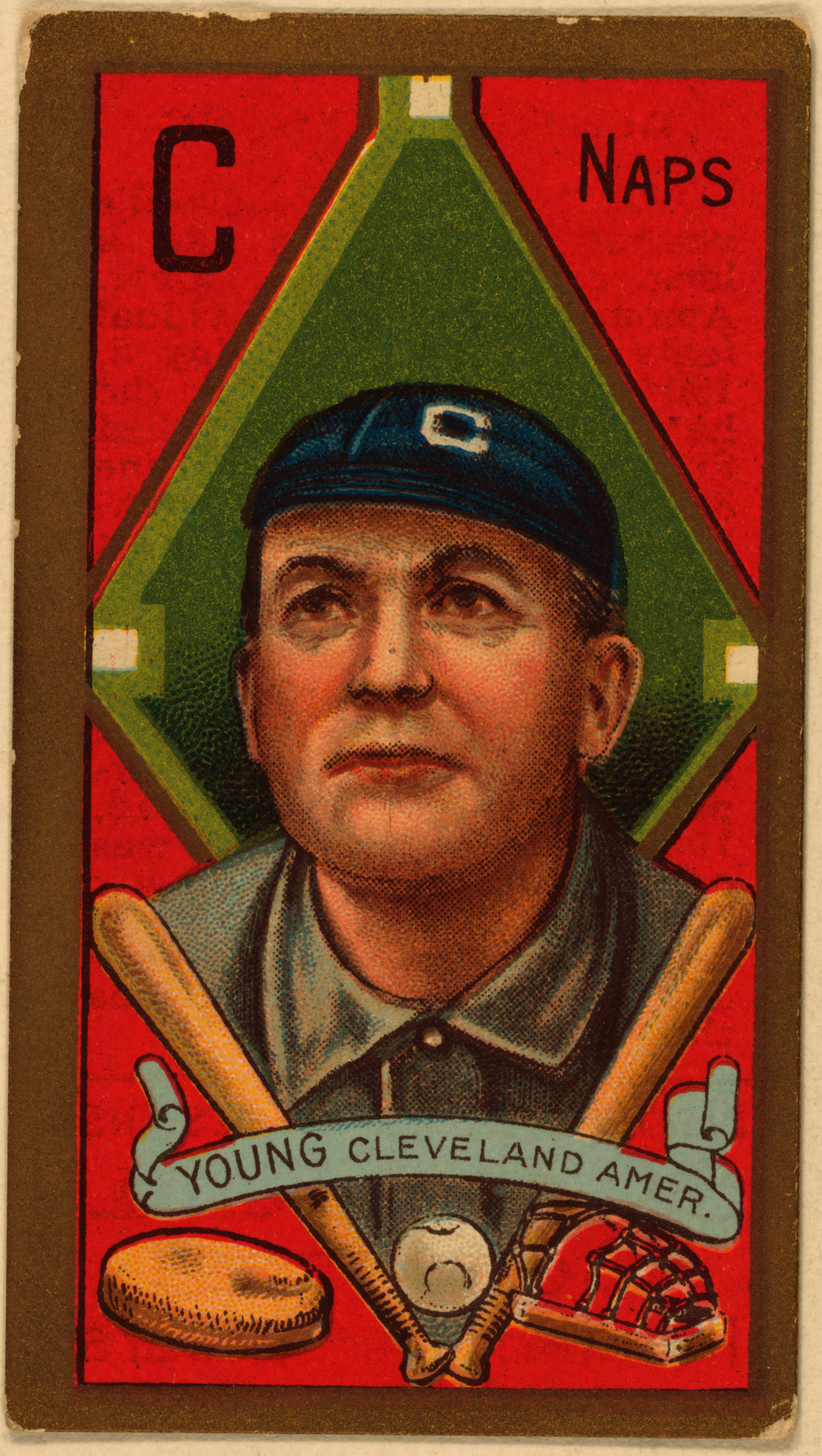
Cy Young

Les Spiders de Cleveland (en anglais : Cleveland Spiders) est une ancienne formation de Ligue majeure de baseball basée à Cleveland (Ohio) qui évolua à ce niveau entre 1887 et 1899.

## Histoire
La franchise est fondée en 1887 sous le nom de Cleveland Blues. Les Blues jouèrent, deux ans sans y briller, en American Association en 1887 et 1888
Rebaptisés les Spiders, ils jouent en Ligue nationale de 1889 à 1899. Sans jamais accroché le titre, Cleveland parvient à terminer trois deuxième en 1892, 1895 et 1896. Parmi les joueurs les plus fameux des Spiders, citons le lanceur Cy Young (1890-1898) et le joueur-manager Patsy Tebeau (1890-1899).
Au niveau de ses installations, la franchise évolue au National League Park de 1887 à 1891 puis à League Park à partir de 1891.
En 1898, les frères Robison, propriétaires des Spiders, achètent le club des Perfectos de Saint-Louis et y transfèrent les stars comme Young et Tebeau. Ils conservent toutefois les Spiders qui, privés de ses meilleurs joueurs, plongent au classement. Le conflit d'intérêts généré par cette situation se règle par l'arrêt des activités des Spiders à la fin d'une catastrophique saison 1899 : 20 victoires contre 134 défaites.

## Saison par saison

### American Association
| Saison | Vic.-Déf. | Class. |
| ------ | --------- | ------ |
| 1887   | 39-92     | 8e     |
| 1888   | 50-82     | 6e     |

### Ligue nationale
| Saison | Vic.-Déf. | Class. |
| ------ | --------- | ------ |
| 1889   | 61-72     | 6e     |
| 1890   | 44-88     | 7e     |
| 1891   | 65-74     | 5e     |
| 1892   | 93-56     | 2e     |
| 1893   | 73-55     | 3e     |
| 1894   | 68-61     | 6e     |
| 1895   | 84-46     | 2e     |
| 1896   | 80-48     | 2e     |
| 1897   | 69-62     | 5e     |
| 1898   | 81-68     | 5e     |
| 1899   | 20-134    | 12e    |